# Cerkiew Świętego Jura w Drohobyczu
Cerkiew Świętego Jura (ukr. Церква святого Юра) – drewniana cerkiew w Drohobyczu, usytuowana przy dzisiejszej ulicy Sołonyj Stawok, na południowy zachód od Rynku, na dawnym przedmieściu Zawieża. Na początku XX w. była uznawana za najpiękniejszą drewnianą cerkiew Galicji. Dziś również jeden z najcenniejszych zabytków sakralnej architektury drewnianej ziemi lwowskiej.
W 2013 roku została wpisana na Listę Światowego Dziedzictwa UNESCO wraz z innymi drewnianymi cerkwiami w Polsce i na Ukrainie.

## Historia
Cerkiew pochodzi z przełomu XV i XVI wieku, pierwotnie znajdowała się we wsi Nadiejewo, skąd została przeniesiona w 1656. W 1678 obok cerkwi wzniesiono wolnostojącą dzwonnicę. W okresie od XVII do XX wieku była wielokrotnie remontowana, z zachowaniem oryginalnego stylu, ostatni raz w latach 1974–1975.

## Architektura
Cerkiew jest wzniesiona w całości z drewna, trójdzielna, z nawą na planie kwadratu. Nad trzema komponentami budynku (przedsionek, nawa, prezbiterium) umieszczone zostały cebulaste kopuły. Po dwóch stronach nawy usytuowane są drewniane kaplice boczne zwieńczone kopułami podobnymi do tych znajdujących się nad główną bryłą obiektu. Całość jest kryta gontem.
Wnętrze obiektu jest bogato dekorowane polichromiami wykonanymi przez zespół artystów pod kierunkiem Stefana Medickiego. Ten sam autor wykonał bogato rzeźbiony ikonostas, w którym wyróżniają się ikony przedstawiające św. Pawła i św. Jerzego.